# Matyáš Durst
Matyáš Durst (18. srpna 1815 – 2. května 1875) byl rakouský houslista a skladatel.

## Životopis
Narodil se ve Vídni a studoval na vídeňské konzervatoři u Jiřího Hellmesbergera staršího a Josefa Böhma. Byl členem vídeňského Burgtheateru. Od roku 1841 působil ve vídeňském dvorním orchestru. Byl profesorem v Kirchenmusikverein u svaté Anny.
Od roku 1845 hrál ve smyčcovém kvartetu s Leopoldem Jansou, Karlem Heißlerem a Karlem Schlesingerem, z něhož se v roce 1849 stalo Hellmesbergerovo kvarteto, které po Jansovi převzal Joseph Hellmesberger starší.

## Dílo
Durst složil předehry, smyčcová kvarteta, houslová dua a sóla.